# عبد الله حياي
عبد الله حسن حياي (4 ديسمبر 1980 - 11 يوليو 2017) من الإمارات العربية المتحدة لاعب رياضي بارالمبي. شارك ضمن دورة الألعاب البارالمبية الصيفية 2016 ، وحصل على المركز السادس في رمي الرمح والسابع في دفع الجلة. 
توفي عبدالله حياي في لندن في مركز نيوهام للترفيه، توفي اثناء تحضيراته، وتجهيزه لبطولة العالم لألعاب القوى لذوي الاحتياجات الخاصة 2017 ،بتاريخ 11 يوليو 2017 بعد سقوط قفص رمي على رأسه.  وقد ترك وراءه خمسة أطفال.